# باشگاه فوتبال وستفیلد
باشگاه فوتبال وستفیلد (به انگلیسی: Westfield Football Club) یک باشگاه فوتبال در شهر هرفورد، کشور انگلستان است که در سال ۱۹۵۳ میلادی تأسیس شده‌است.